# Oben zum Holz
Oben zum Holz ist ein aus einer Hofschaft hervorgegangener Wohnplatz in der bergischen Großstadt Solingen. 

## Lage und Beschreibung
Oben zum Holz befindet sich im Osten des Solinger Stadtteils Gräfrath in den zur Wupper abfallenden Gebieten südlich von Flockertsholz und dem Flockertsholzer Bach. Die zu dem Ort gehörenden Gebäude liegen auf einer Anhöhe oberhalb dem Friedenstal und der Wüstung Dritter Kotten, die sich östlich von Oben zum Holz an der Wupper befinden. Der Ort ist über die Obere Holzstraße von der westlich liegenden Lützowstraße aus zu erreichen. Im Ort selbst sind noch einzelne Fachwerk- und Schieferhäuser des bergischen Stils erhalten, von denen einzelne unter Denkmalschutz stehen. Südlich von Oben zum Holz befinden sich der Untenholzer Bach mit dem Wohnplatz Unten zum Holz. An der westlich verlaufenden Lützowstraße liegen Laiken und Neuenhaus. Das Gebiet östlich des Ortes ist als Naturschutzgebiet Wupperhang zwischen Fuchskuhl und Unterholzer Bach ausgewiesen.

## Etymologie
Der Ortsname Holz bezeichnet ein bewaldetes Gebiet. Offensichtlich bestehen etymologische Parallelen zum südlich gelegenen Ort Unten zum Holz.

## Geschichte
Holz bei Gräfrath wurde erstmals im Jahr 1487 als opme Holtz urkundlich erwähnt.
In dem Kartenwerk Topographia Ducatus Montani von Erich Philipp Ploennies, Blatt Amt Solingen, aus dem Jahre 1715 ist der Ort mit einer Hofstelle verzeichnet und als o. Holt benannt. Der Ort gehörte zur Honschaft Ketzberg innerhalb des Amtes Solingen. Die Topographische Aufnahme der Rheinlande von 1824 verzeichnet den Ort als Oben zum Holz und die Preußische Uraufnahme von 1843 als Ober Holz. In der Topographischen Karte des Regierungsbezirks Düsseldorf von 1871 ist die Hofschaft als Oben zum Holz verzeichnet.
Nach Gründung der Mairien und späteren Bürgermeistereien Anfang des 19. Jahrhunderts gehörte Oben zum Holz zur Bürgermeisterei Gräfrath. 1815/16 lebten 127, 1830 150 Menschen im als Weiler kategorisierten Ort. 1832 war Oben zum Holz weiterhin Teil der Honschaft (Ketz-)Berg innerhalb der Bürgermeisterei Gräfrath. Der nach der Statistik und Topographie des Regierungsbezirks Düsseldorf als Hofstadt kategorisierte Ort besaß zu dieser Zeit 21 Wohnhäuser, sieben Fabriken bzw. Mühlen und 29 landwirtschaftliche Gebäude. Zu dieser Zeit lebten 140 Einwohner im Ort, davon 57 katholischen und 83 evangelischen Bekenntnisses. Die Gemeinde- und Gutbezirksstatistik der Rheinprovinz führt den Ort 1871 mit 31 Wohnhäusern und 187 Einwohnern auf. Im Gemeindelexikon für die Provinz Rheinland werden 1885 34 Wohnhäuser mit 219 Einwohnern angegeben. 1895 besitzt der Ortsteil 26 Wohnhäuser mit 154 Einwohnern, 1905 werden 28 Wohnhäuser und 187 Einwohner angegeben.
Mit der Städtevereinigung zu Groß-Solingen im Jahre 1929 wurde Oben zum Holz ein Ortsteil Solingens. Seit 1984 stehen von den historischen Fachwerkhäusern im Ort die Gebäude mit den Hausnummern 21 (oben abgebildet) und 51 unter Denkmalschutz.